# Cabeça Boa
Cabeça Boa é uma povoação portuguesa sede da Freguesia de Cabeça Boa do Município de Torre de Moncorvo, freguesia com 25,83 km² de área e 284 habitantes (censo de 2021), tendo, por isso, uma densidade populacional de 11 hab./km².
A freguesia é composta por cinco aldeias:
- Cabeça Boa
- Foz do Sabor
- Cabanas de Cima
- Cabanas de Baixo
- Cabeça de Mouro

## Demografia
Nota: Por decreto de 30/10/1884 foi-lhe anexada a freguesia de Cabeça de Mouro.
A população registada nos censos foi:
| Distribuição da População por Grupos Etários | Distribuição da População por Grupos Etários | Distribuição da População por Grupos Etários | Distribuição da População por Grupos Etários | Distribuição da População por Grupos Etários |
| -------------------------------------------- | -------------------------------------------- | -------------------------------------------- | -------------------------------------------- | -------------------------------------------- |
| Ano                                          | 0-14 Anos                                    | 15-24 Anos                                   | 25-64 Anos                                   | > 65 Anos                                    |
| 2001                                         | 56                                           | 65                                           | 194                                          | 154                                          |
| 2011                                         | 43                                           | 34                                           | 219                                          | 132                                          |
| 2021                                         | 21                                           | 20                                           | 139                                          | 104                                          |